# エセル・ケータハム
エセル・ケータハム（英: Ethel Caterham, 1909年8月21日 - ）は、イギリス・ハンプシャー在住のスーパーセンテナリアンの女性である。エドワード7世治世下に生まれた大英帝国の臣民としては、最後の生存者である。2025年4月30日にイナ・カナバッロ・ルーカスが死去して以来、存命中の世界最高齢となっている。また、1900年代（1900年から1909年）生まれの世界最後の生き残りとなっている。

## 来歴
1909年8月21日にハンプシャー州シプトン・ベリンジャーで8人兄弟の2人目として誕生。ケータハムの姉、グラディス・バビラス（1897年-2002年）は104歳の長寿を全うしている。1927年、18歳でイギリス領インド帝国へ赴き、21歳までイギリス陸軍軍人家族のオペアとして従事した。1931年にイギリスに帰国後、ケータハムは陸軍のディナーパーティーで後の夫となるとノーマン（1905年-1976年）と出会う。ノーマンが聖歌隊を務めていたソールズベリー大聖堂で挙式を挙げた。ノーマンはイギリス陸軍給与隊の中佐となる。夫婦は香港とジブラルタルに駐留する前にハーナムに住んでいた。香港にいる間、ケータハムは英語を学ぶための保育園を設立。夫がジブラルタルに駐留中に2人の娘を儲けた。夫のノーマンは1976年に他界。
ケータハムは97歳まで車の運転を続けていた。100歳の頃にはコントラクトブリッジを嗜んでいた。存命中には2人の娘に先立たれている。次女のアンが2020年2月に癌で他界するまで、アンの家で過ごしていた。ケータハムは娘達の死後、サリー州アッシュベールの老人ホームに入居したが、後にライトウォーターの老人ホームに入居。
2020年にCOVID-19に感染したが、後に回復。2020年8月、111歳の誕生日に迎えた際にケータハムが暮らす老人ホームの元へ、居住地域のサリーヒース市長が訪れた。111歳の誕生日の直前に、ケータハムとその孫娘はBBCラジオのインタビューを受け、長寿の秘訣として「私の歩幅、高低を取ることである」と述べた。
2022年10月7日、ローズ・イートンの死後、ケータハムはエドワード7世の治世下に生まれた最後の生存者となる。
2024年8月21日、115歳の誕生日を迎え、この年齢に達した3人目のイギリス人となる。115歳に達した記録は25年前の1999年のアニー・ジェニングス以来であった。
同年8月30日、アニー・ジェニングスの記録を上回り、シャーロット・ヒューズに次ぐイギリスで歴代2番目の記録保持者となった。
2025年4月7日、シャーロット・ヒューズの記録を上回り、イギリスの最高齢記録を32年振りに更新した。
同年4月30日、イナ・カナバッロ・ルーカスの死去により、115歳252日で世界最高齢者となった。